# Felix (Sportauszeichnung)

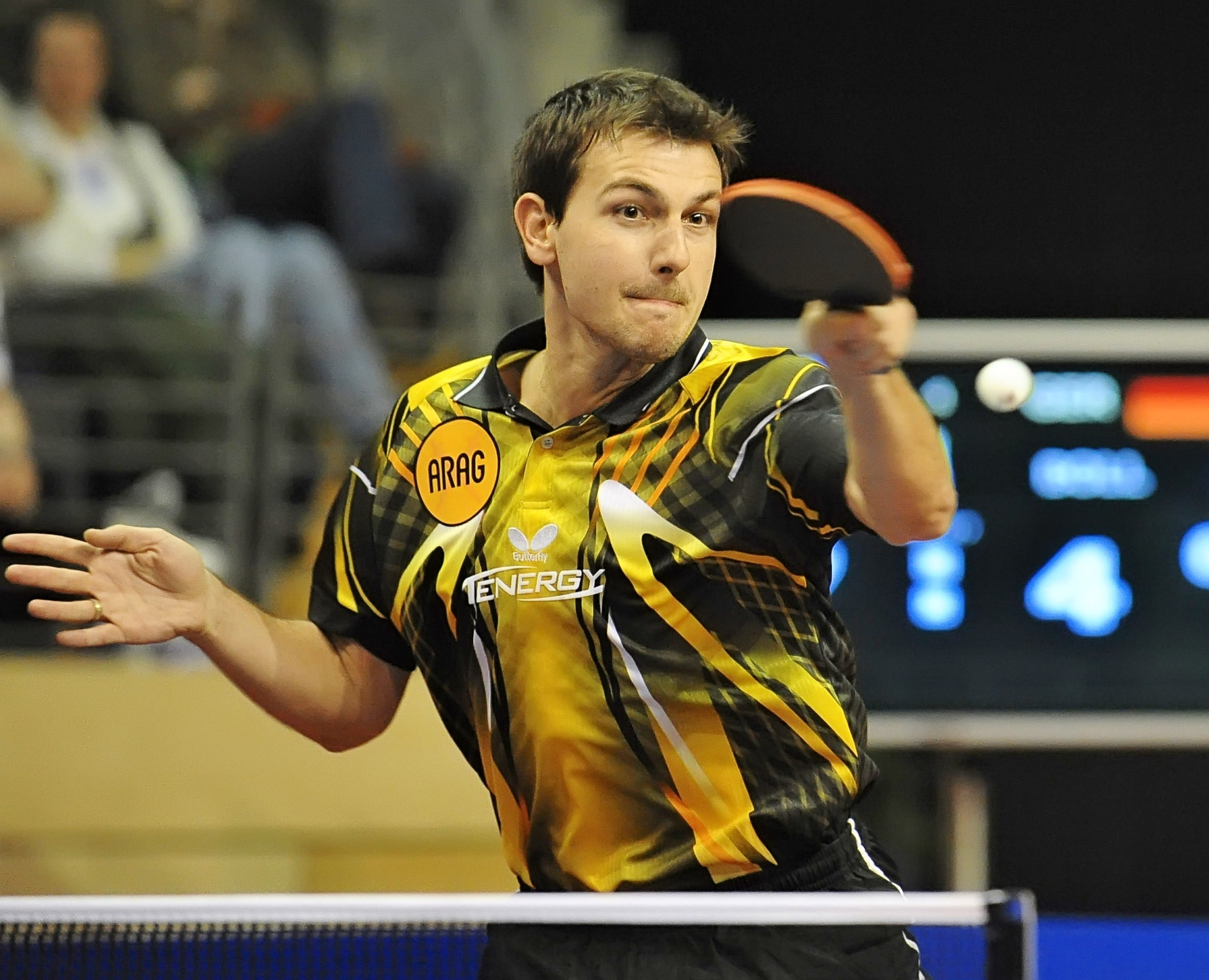
Timo Boll erhielt die Auszeichnung dreimal in Folge.

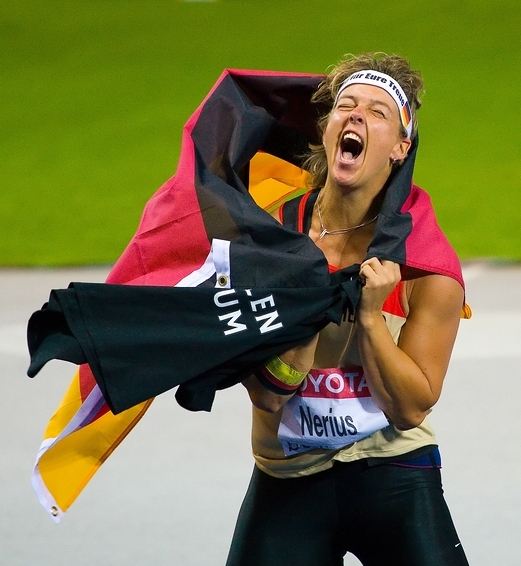
Als Trainerin wie als Sportlerin geehrt: Steffi Nerius

Felix ist der Name der Auszeichnung für den „Sportler des Jahres“ aus Nordrhein-Westfalen. Vergeben wird der Publikumspreis vom Landessportbund und der Landesregierung NRW.

## Regeln
Der Felix wird seit 2007 vergeben, in den fünf Sparten „Sportler“, „Sportlerin“, „Team“, „Newcomer“, „Trainer“ sowie seit 2010 ein „Fußball-Felix“. Im Jahr zuvor wurden „Fußballer“ bzw. „Fußballerin des Jahres“ gekürt und die Sparte „Behindertensport“ kam hinzu. Eine Jury aus Sportjournalisten schlägt in jeder Sparte fünf Anwärter bzw. Anwärterinnen vor, die im Internet zur Wahl gestellt werden.
Der Felix wird jährlich im Dezember im Rahmen einer Gala den Preisträgern übergeben.

## Preisträger und Preisträgerinnen
| Jahr | Sportlerin                            | Sportler                            | Team                                                       | Newcomer(in)                               | Trainer(in)                         | Fußball-Felix                        | Fußball-Felix                        | Behindertensportler(in)             |
| ---- | ------------------------------------- | ----------------------------------- | ---------------------------------------------------------- | ------------------------------------------ | ----------------------------------- | ------------------------------------ | ------------------------------------ | ----------------------------------- |
| 2024 | Isabell Werth Dressurreiten           | Julian Köster Handball              | Deutsche Hockeynationalmannschaft der Herren Feldhockey    | Caroline Heuser Kanurennsport              | Hannes Doesseler Para-Tischtennis   | Rocco Reitz Borussia Mönchengladbach | Rocco Reitz Borussia Mönchengladbach | Sandra Mikolaschek Tischtennis      |
| 2023 | Laura Nolte Bobsport                  | Moritz Müller Eishockey             | Deutsche Hockeynationalmannschaft der Herren Feldhockey    | Klara Bleyer Synchronschwimmen             | André Henning Feldhockey            | Florian Wirtz Bayer 04 Leverkusen    | Florian Wirtz Bayer 04 Leverkusen    | Valentin Baus Tischtennis           |
| 2022 | Hannah Neise Skeleton                 | Dang Qiu Tischtennis                | Laura Nolte Deborah Levi Bobsport                          | Nina Holt Rettungssport                    | Jörg Roßkopf Tischtennis            | Yann Sommer Borussia Mönchengladbach | Yann Sommer Borussia Mönchengladbach | Annika Zeyen Paracycling            |
| 2021 | Aline Rotter-Focken Ringen            | Timo Boll Tischtennis               | Timo Boll Dimitrij Ovtcharov Patrick Franziska Tischtennis | Alexandra Förster Rudern                   | Florian Kehrmann Handball           | Simon Terodde FC Schalke 04          | Simon Terodde FC Schalke 04          | Annika Zeyen Paracycling            |
| 2020 | wegen COVID-19-Pandemie ausgefallen   | wegen COVID-19-Pandemie ausgefallen | wegen COVID-19-Pandemie ausgefallen                        | wegen COVID-19-Pandemie ausgefallen        | wegen COVID-19-Pandemie ausgefallen | wegen COVID-19-Pandemie ausgefallen  | wegen COVID-19-Pandemie ausgefallen  | wegen COVID-19-Pandemie ausgefallen |
| 2019 | Konstanze Klosterhalfen Mittelstrecke | Timo Boll Tischtennis               | Deutschland-Achter Rudern                                  | Sarah Voss Turnen                          | Karl-Heinz Düe Para-Leichtathletik  | Yann Sommer Borussia Mönchengladbach | Yann Sommer Borussia Mönchengladbach | Léon Schäfer Leichtathletik         |
| 2018 | Gina Lückenkemper Sprint              | Mateusz Przybylko Hochsprung        | Deutschland-Achter Rudern                                  | Zoe Jakob Kanusport Stabhochsprung         | Hans-Jörg Thomaskamp Leichtathletik | Marco Reus Borussia Dortmund         | Marco Reus Borussia Dortmund         | 4 × 100-m-Staffel der Herren Sprint |
| 2017 | Gina Lückenkemper Sprint              | Max Rendschmidt Kanusport           | Deutschland-Achter Rudern                                  | Falk Wendrich Hochsprung                   | Slawomir Filipowski Leichtathletik  | Leon Goretzka FC Schalke 04          | Leon Goretzka FC Schalke 04          | Johannes Floors Leichtathletik      |
| 2016 | Annika Drazek Bobsport                | Max Rendschmidt Kanusport           | 4 × 100-m-Staffel der Damen Sprint                         | Konstanze Klosterhalfen Mittelstreckenlauf | Jürgen Wagner Beachvolleyball       | Benedikt Höwedes FC Schalke 04       | Benedikt Höwedes FC Schalke 04       | Vanessa Low Leichtathletik          |
| 2015 | Aline Focken Ringen                   | Karl-Richard Frey Judo              | Deutschland-Achter Rudern                                  | Gina Lückenkemper Sprint                   | Helge Zöllkau Leichtathletik        | Leroy Sané FC Schalke 04             | Leroy Sané FC Schalke 04             | Markus Rehm Leichtathletik          |
| 2014 | Isabelle Härle Schwimmen              | Julian Reus Sprint                  | Deutschland-Achter Rudern                                  | Léon Schäfer Leichtathletik                | Barbara Rittner Tennis              | Mats Hummels Borussia Dortmund       | Mats Hummels Borussia Dortmund       | Nora Hansel Triathlon               |
| 2013 | Silke Spiegelburg Stabhochsprung      | Michael Schrader Zehnkampf          | Nationalmannschaft der Herren Hockey                       | Isabel Schneider Beachvolleyball           | Silvia Neid Fußball                 | Marco Reus Borussia Dortmund         | Marco Reus Borussia Dortmund         | Vera Thamm Schwimmen                |
| 2012 | Britta Heidemann Fechten              | Björn Otto Stabhochsprung           | Julius Brink/Jonas Reckermann Beachvolleyball              | Maike Ziech Judo                           | Ralf Holtmeyer Rudern               | Marco Reus Borussia Dortmund         | Marco Reus Borussia Dortmund         | Jochen Wollmert Tischtennis         |
| 2011 | Jennifer Oeser Siebenkampf            | Timo Boll Tischtennis               | Deutschland-Achter Rudern                                  | Lena Malkus Weitsprung                     | Uwe Krupp Eishockey                 | Mario Götze Borussia Dortmund        | Mario Götze Borussia Dortmund        | Holger Nikelis Tischtennis          |
| 2010 | Linda Stahl Speerwurf                 | Timo Boll Tischtennis               | Deutschland-Achter Rudern                                  | Alexandra Popp Fußball                     | Maren Meinert Fußball               | Manuel Neuer FC Schalke 04           | Manuel Neuer FC Schalke 04           | Jessica Urbanski Leichtathletik     |
| Jahr | Sportlerin                            | Sportler                            | Team                                                       | Newcomer(in)                               | Trainer(in)                         | Fußballer des Jahres                 | Fußballerin des Jahres               | Behindertensportler(in)             |
| 2009 | Steffi Nerius Speerwurf               | Timo Boll Tischtennis               | Deutschland-Achter Rudern                                  | Hendrik Feldwehr Schwimmen                 | Dirk Bauermann Basketball           | Manuel Neuer FC Schalke 04           | Inka Grings FCR 2001 Duisburg        | Tanja Gröpper Schwimmen             |
| 2008 | Britta Heidemann Fechten              | Benjamin Kleibrink Fechten          | Nationalmannschaft der Herren Hockey                       | René Adler Fußball                         | Steffi Nerius Leichtathletik        |                                      |                                      |                                     |
| 2007 | Simone Laudehr Fußball                | Florian Kehrmann Handball           | FC Schalke 04 Fußball                                      | Manuel Neuer Fußball                       | Heiner Brand Handball               |                                      |                                      |                                     |